# Pforzheim Wilddogs
Die Pforzheim Wilddogs sind ein Pforzheimer Verein für American Football. In der Saison 2024 feierte die erste Mannschaft der Wilddogs den Aufstieg in die German Football League (Süd).

## Geschichte
Die Pforzheim Wilddogs (ursprünglich Bretten Wilddogs) wurden 1990 in Bretten gegründet.
Der Name sowie das Logo stammen vom Wappentier der Stadt Bretten ab, dem „Brettener Hundle“. Das Logo veränderte sich über die Jahre immer weiter:
Nachfolgend spielten die Bretten Wilddogs in mehreren Ligen:
- 1991 Aufbauliga Baden-Württemberg
- 1993–1997 Landesliga Baden-Württemberg
- 1998 Verbandsliga Baden-Württemberg (Meisterschaft)
- 1999–2005 Oberliga Baden-Württemberg

Im Jahr 2000 zog der Verein nach Pforzheim und änderte seinen Namen in Pforzheim Wilddogs.
- 2006 Oberliga Baden-Württemberg (Meisterschaft)
- 2007–2009 Regionalliga Baden-Württemberg
- 2008–2013 Oberliga Baden-Württemberg
- 2014 Oberliga Baden-Württemberg (Meisterschaft)
- 2015–2022 Regionalliga Baden-Württemberg

Ungeschlagen sind die Pforzheim Wilddogs 2022 mit Michael Lang in die Playoffs zur Qualifikation für die German Football League 2 eingezogen. Die Wilddogs gewannen die Playoffs gegen Regensburg Phoenix und Montabaur Fighting Farmers und beendeten die Saison mit einer perfekten Saison (12–0) und den Aufstieg in die German Football League 2.
- 2023–2024 GFL2

Am 7. September 2024 gewannen die Pforzheim Wilddogs gegen den direkten Meisterschaftskonkurrenten Montabaur Fighting Farmers und somit auch die GFL2.
- ab 2025 GFL

## Mannschaften
- Senior Tackle Football-Mannschaft 1
- Senior Tackle Football-Mannschaft 2
- Junior Tackle Team U19
- Junior Tackle Team U17
- Junior Flag Team U15
- Junior Flag Team U13